# Монте ди Мало
Монте ди Мало (итал. Monte di Malo) је насеље у Италији у округу Виченца, региону Венето.
Према процени из 2011. у насељу је живело 855 становника. Насеље се налази на надморској висини од 377 м.

## Становништво
Према резултатима пописа становништва 2011. у општини је живело 2.887 становника.
| 1931. | 1936. | 1951. | 1961. | 1971. | 1981. | 1991. | 2001. | 2011. |
| ----- | ----- | ----- | ----- | ----- | ----- | ----- | ----- | ----- |
| 3.556 | 3.551 | 3.697 | 3.301 | 2.847 | 2.752 | 2.640 | 2.755 | 2.887 |